# Parazoma ferax
Parazoma ferax är en fjärilsart som beskrevs av Louis Beethoven Prout 1926. Parazoma ferax ingår i släktet Parazoma och familjen mätare. Inga underarter finns listade i Catalogue of Life.